# Salinibacter ruber
Salinibacter ruber ist eine Spezies (Art) von Bakterien mit extrem halophilen Eigenschaften, die 2002 von Josefa Antón et al. in Salzgärten (Salzkristallisationsteichen) in der Provinz Alicante und auch auf der Insel Mallorca (beides Spanien) entdeckt wurde.
Es handelt sich um eine Art, die bei Salzkonzentrationen unter 15 % nicht ausreichend wachsen kann und ihr optimales Wachstum bei 20 bis 30 % erreicht.
Bis zu ihrer Entdeckung hatte man angenommen, dass die meisten Mikroorganismen, die bei hohem Salzgehalt vorkommen, zur Domäne der Archaeen gehören und Bakterien allgemein keine wichtige Rolle in den mikrobiellen Gemeinschaften hypersaliner Solen bei oder nahe der Natriumchlorid-Sättigung spielen.
Das änderte sich, als man feststellte, dass Salinibacter ruber 5 bis 25 % der gesamten prokaryotischen Gemeinschaft in spanischen Solebecken ausmacht.
Zur Zeit seiner Entdeckung waren die nächsten bekannten Verwandten von Salinibacter ruber die thermophilen und nur leicht halophilen Bakterien der Gattung Rhodothermus.
Aufgrund der strukturellen Zusammensetzung der seiner Proteine ist Salinibacter ruber trotz dieser genetischen Nähe zur Gattung Rhodothermus eher mit den stark halophilen Archaeen der Familie Halobacteriaceae (Euryarchaeota) vergleichbar.
Salinibacter ruber ist sehr interessant aufgrund der extremophilen Eigenschaften, die es mit diesen Archaeen gemeinsam hat.
Es ist ein rotes, gramnegatives, aerobes und geißeltragendes Bakterium, daher beweglich (motil).
Aufgrund eines Pigmentes sind die Zellen rot gefärbt.
Der Referenzstamm von Salinibacter ruber ist M31T (= DSM 13855T = CECT 5946T).
Die Gattung ist nicht zu verwechseln mit Salinibacterium (Actinobacteria).

## Habitat
Salinibacter ruber wurde 2002 von Josefa Antón et al. in Salzkristallisationsteichen (Salzgärten) in der Provinz Alicante und auf der Insel Mallorca (beides Spanien), gefunden.
Diese Umgebung weist sehr hohe Salzkonzentrationen auf. Die Spezies wurde auch in rosa Seen in Australien gefunden.
Ursprünglich hatte man angenommen, dass die rosa Farbe des Lake Hillier (Westaustralien) von der Mikroalge Dunaliella salina stammt.
In einer 2015 veröffentlichten Studie von Ken McGrath et al. zur mikrobiellen Gemeinschaft dieses Sees hat sich aber gezeigt, dass diese Alge nur in winzigen Mengen vorhanden war (0,1 % der DNA in der Probe), während Salinibacter ruber 20 bis 33 % der aus dem See gewonnenen DNA ausmacht.
Zu den Mikroorganismen, die für die rote Farbe des Lake Tyrrell im australischen Bundesstaat Victoria verantwortlich sind, gehören ebenfalls auch die Bakterien von Salinibacter ruber.
Dieses Bakterium zeichnet sich durch seine halophile Lebensweise aus, eine Eigenschaft, die in erster Linie von Mitgliedern der Archaeen gezeigt wird. Im Allgemeinen spielen Bakterien in mikrobiellen Gemeinschaften von hypersalinen Solen bei oder nahe der Natriumchlorid-Sättigung keine große Rolle. Mit der Entdeckung von Salinibacter ruber wurde diese Annahme jedoch relativiert.
Man hat festgestellt, dass Salinibacter ruber zwischen 5 und 25 % der gesamten prokaryotischen Gemeinschaft der spanischen Salinen ausmacht, und daher ist ein wichtiger Bestandteil der dortigen mikrobiellen Gemeinschaft.

## Ökologie
Salinibacter ruber benötigt sehr hohe Salzkonzentrationen, die Spezies kann bei einer Salzkonzentration von weniger als 15 % nicht mehr wachsen.
Die ideale Konzentration liegt zwischen 20 und 30 %.
Salinibacter ruber überlebt in dieser rauen Umgebung aufgrund seiner Anpassungen an die hohen Salzkonzentrationen. Dazu gehören: geeignete Veränderung der Sequenzen vorhandener Proteine, die Rekrutierung von neuen Proteinen aus verschiedenen Quellen mit zuvor verschiedenen Funktionen sowie der Erwerb von Proteinen bzw. Genen von anderen halophilen Organismen durch laterale Gentransfer (LGT).
Salinibacter ruber hat einen extrem hohen Salzbedarf, was es einzigartig unter den Bakterien macht.
Es benötigt Chlor (Chlorid-Ionen) für das Wachstum.
Optimale Wachstumsraten werden zwischen 2,5 und 3,9 ᴍ (mol/ℓ) an Natriumchlorid (NaCl) erreicht, für das Wachstum werden mindestens 1,7 M benötigt.

## Genom
Das Genom von Salinibacter ruber besteht aus einem Bakterienchromosom von 3.551.823 bp (Basenpaaren) mit einem hohen Gehalt an Guanin + Cytosin (66,29 %) sowie einem Plasmid von 35.505 bp (GC-Gehalt 57,9 %). Das Bakterienchromosom zählt 2934 Offene Leserahmen (en. open reading frames, ORFs), das Plasmid 33.

## Pigmentierung

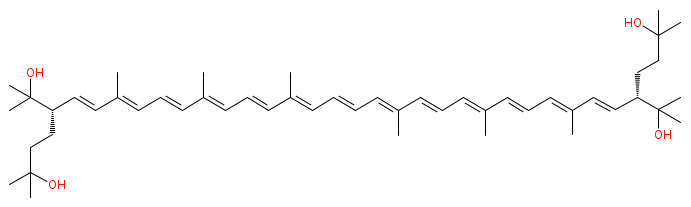
Struktur von Bakterioruberin

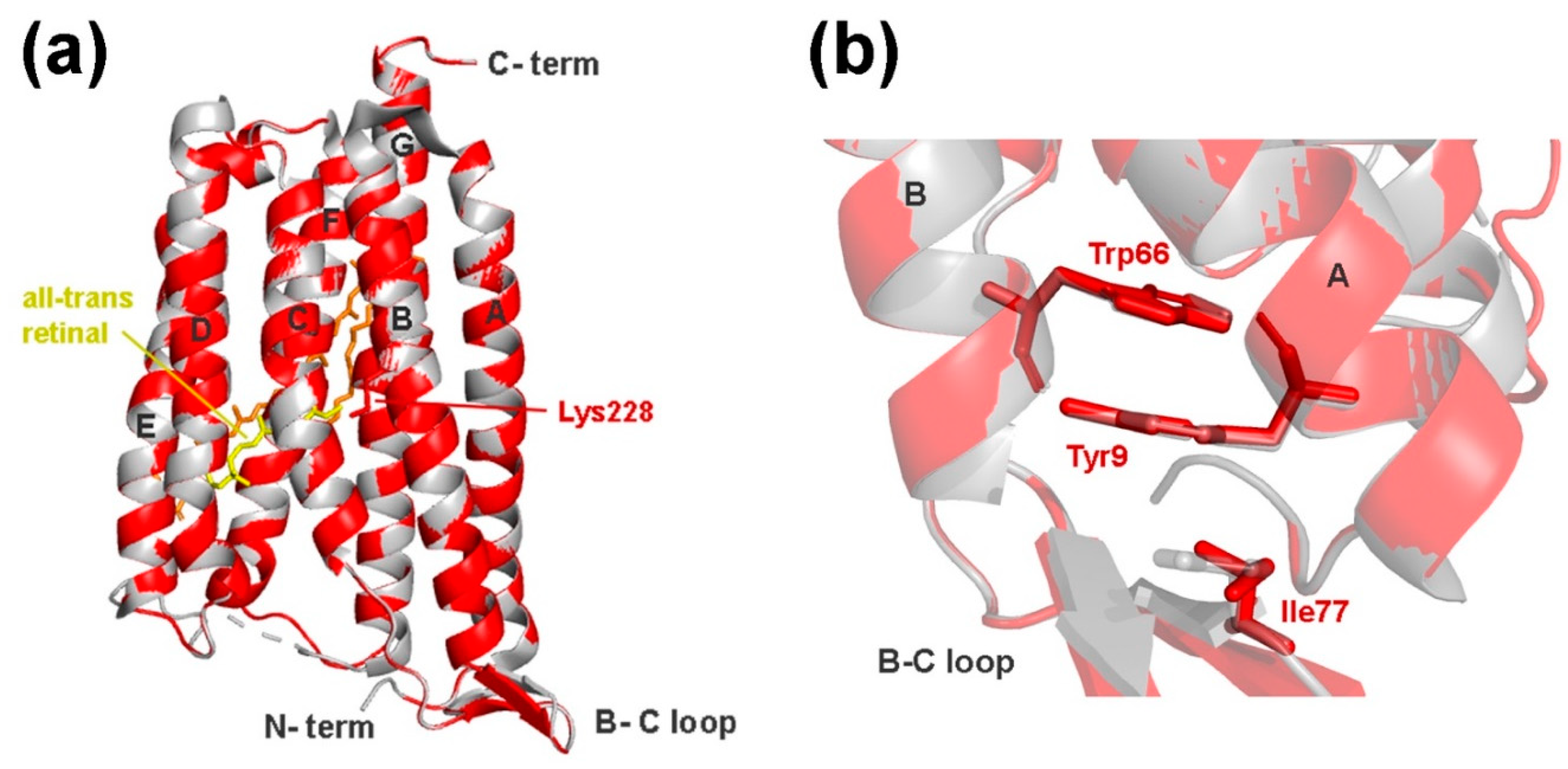
a: Übereinandergelegte Strukturen von Rhodobacter sp. M37P Xanthorhodopsin (RXR; rot) und Salinibacter ruber Xanthorhodopsin (hellgrau). b: Detailliertes Strukturbild des 3-Omega-Motivs. RXR-Residuen sind rot, Salinibacter-XR-Residuen grau markiert.

Salinibacter ruber produziert ein Pigment namens Bakterioruberin, das ihm hilft, Licht einzufangen und als Energiequelle für seine Photosynthese zu nutzen. Während die Lichtsammelpigmente in eukaryotischen Algen in den Chloroplasten enthalten sind, ist das Bakterioruberin über die gesamte Bakterienzelle verteilt.
Dies macht es wahrscheinlich, dass die Farbe des australischen Lake Hillier als die von Salinibacter ruber bestimmt wird.
Während Bakterioruberine (C50-Carotinoide) üblicherweise bei Archaeen der Familie Halobacteriaceae (Euryarchaeota) gefunden werden, gibt es unter den Bakterien nur wenige bekannte Beispiele (wie beispielsweise Arthrobacter bussei), die dieses Pigment nutzen.
Für die rote Farbe verantwortlich ist auch ein Xanthorhodopsin, von dem ein Homolog nur bei Rhodobacter sp. M37P gefunden wurde (Stand Juni 2022).

## Zellstruktur und Stoffwechsel
Um in hypersalinen Umgebungen zu überleben, hat Salinibacter ruber seine Proteinstrukturen angepasst. Außerdem unterscheidet er sich von anderen Halophilen dadurch, dass er eine als Protonenkanal bezeichnete Technik verwendet. Er hat einen allgemein hohen Gehalt an Aminosäuren, dabei aber einen niedrigen Gehalt an hydrophoben Aminosäuren, und insbesondere einen hohen Seringehalt. Dies ermöglicht einen isoelektrischen Wert von ca. pH 5,2 – was es diesem Organismus ermöglicht, in derart extremen Umgebungen überleben.
Die an die speziellen Anforderungen angepassten bzw. den Archaeen der Familie Halobacteriaceae ähnlichen Enzyme sind folgende:
- NAD-abhängige Isocitrat-Dehydrogenase (IDH3): Arbeitet optimal zwischen 0,5 und 2,0 ᴍ (mol/ℓ) an Kaliumchlorid (KCl) und kann mit einer Leistung von 60 % bei Werten von 3,3 ᴍ arbeiten. Die Höchste Performance lag bei 0,2 bis 1,2 ᴍ an Natriumchlorid (NaCl).
- NADP-abhängige Isocitrat-Dehydrogenase (IDH1/2): Arbeitet mit einer konstanten Rate in einer NaCl-Konzentration von 1–3,2 ᴍ. Verschiedene KCl-Werte sorgten jedoch für Stimulation.
- NAD-abhängige Malatdehydrogenase (MDH): Funktioniert optimal bei der Abwesenheit von Salz und verminderter Aktivität bei erhöhten KCl- und NaCl-Konzentrationen.
- NAD-abhängige Glutamatdehydrogenase (GDH): Arbeitet mit einer niedrigen Aktivitätsrate in Abwesenheit von Salz und nimmt mit einer Erhöhung der Konzentration von KCl ab, zeigt jedoch eine Zunahme der Aktivität mit einer Erhöhung der Konzentration von NaCl. Optimale Aktivitätsniveaus werden bei 3,0–3,5 ᴍ NaCl erreicht.

Salinibacter ruber verstoffwechselt auch Glukose, Mannose, Stärke und Glycerin. Es verwendet einen modifizierten Entner-Doudoroff-Weg, bei der der Phosphorylierungsschritt verzögert wird.
Es metabolisiert Zucker nur, wenn es bereits alle anderen Substrate erschöpft hat.
Glycerin wird jedoch reichlich für das Wachstum verwendet, da es eines der häufigsten Substrate in Salzseen ist.
Der Glycerinstoffwechsel beginnt mit der Kinase, gefolgt von der Dehydrierung von Glycerol-3-phosphat.

## Pathologie
Es sind keine humanpathologische (den Menschen krank machende) Wirkungen dieses Bakteriums bekannt.

## Systematik
Zum Zeitpunkt der Entdeckung von Salinibacter ruber waren die nächsten bekannte Verwandten die thermophilen und nur leicht halophilen Bakterien der Gattung Rhodothermus.
Obwohl Salinibacter ruber genetisch gesehen der Gattung Rhodothermus am nächsten steht, ist diese Spezies aufgrund der Ähnlichkeit der Proteinstruktur am ehesten mit der Archaeen-Familie Halobacteriaceae vergleichbar.
Der Typstamm ist von Salinibacter ruber ist M31T(= DSM 13855T = CECT 5946T).
Im Zug einer Emendation beschrieben Makhdoumi-Kakhki et al. 2012 zwei neue Spezies, Salinibacter iranicus und Salinibacter luteus.
Nach einer erneuten Emendation 2016 durch Munoz et al. wurde deren Zugehörigkeit zu Gattung 2018 durch diese Autoren bezweifelt. Sie stellten die beiden Spezies als Salinivenus iranica bzw. Salinivenus lutea in eine neue Gattung Salinivenus innerhalb der gemeinsamen Familie Salinibacteraceae.
Dieser Vorschlag wurde zwar von der List of Prokaryotic names with Standing in Nomenclature (LPSN) offiziell übernommen, und nachfolgend auch von der Taxonomie des National Center for Biotechnology Information (NCBI), die genomischen Daten der Genome Taxonomy Database (GTDB) können aber die Monophylie der beiden Schwesterarten jeweils nicht bestätigen, sondern unterstützen eher eine gemeinsame Gattung (Salinibacter).
In der Familie Salinibacteraceae werden in der LPSN aktuell neben der umstrittenen Gattung Salinivenus noch die beiden Gattungen Longibacter und Longimonas geführt, ebenso in der GTDB.
Die Zugehörigkeit der 2018 von Viver et al. beschriebenen Spezies Salinibacter altiplanensis zur Gattung Salinibacter gilt als sicher.
Die Gattung enthält darüber hinaus eine Reihe unbeschriebener Stämme, darunter Salinibacter sp002954405 alias Salinibacter sp. 10B.
Der nachstehenden Systematik liegen die folgenden Quellen zugrunde:
- G – Genome Taxonomy Database (GTDB)[19][24]
- L – List of Prokaryotic names with Standing in Nomenclature (LPSN)[17][25]
- N – National Center for Biotechnology Information (NCBI)[23][26]
- E – Encyclopedia of Life (EoL)[27][28]
- W – World Register of Marine Species (WoRMS)[29][30]

Wir folgen hier vorrangig der äußeren Systematik von LPSN und GTDB.
Zelluläre Organismen (E)
Domäne: „Bacteria“ Woese et al. 1990 (L,N,E)
Klade: FCB-Gruppe, en. FCB group (N)
Klade: Bacteroidota–Chlorobiota-Gruppe, en. Bacteroidetes/Chlorobi group (N)
Phylum: Bacteroidota Whitman et al. 2018 (G,N) alias Bacteroidaeota Oren et al. 2015 (N) alias Bacteroidetes (N,E) – Rhodothermota Munoz et al. 2021 (L)
Klasse: Rhodothermia Munoz et al. 2017 (G,L)
Ordnung: Rhodothermales Munoz et al. 2017 (G,L)
Familie: Salinibacteraceae Munoz et al. 2016 (G,L)
- Gattung: Longibacter Xia et al. 2016 (L)
- Gattung: Longimonas Xiaet al. 2015 (L)
- Gattung: Salinibacter (s. u.)
- Gattung: Salinivenus Munoz et al. 2018 (L)

Gattung: Salinibacter Antón et al. 2002 (L,E) bzw. Anton, Oren, Benlloch, Rodriguez-Valera, Amann & Rossello-Mora 2002 (W), Anton et al. 2002 emend. Munoz et al. 2016 (N), veraltet Anton et al. 2002 emend. Makhdoumi-Kakhki et al. 2012 (N)
- Spezies: Salinibacter altiplanensis Viver et al. 2018 (G,L,N,E), einschl. S. sp. AN15, S. sp. AN4, S. sp. LL19 (N)
  - Stamm: AN15 (G,L,N) alias CECT:9105 (L,N) oder IBRC-M:11031 (L,N) – Referenzstamm (L)
- Spezies: Salinibacter ruber Antón et al. 2002 (G,L,E) bzw. Anton, Oren, Benlloch, Rodriguez-Valera, Amann & Rossello-Mora 2002 (W), Antón et al. 2002 emend. Makhdoumi-Kakhki et al. 2012[16] (N) – Typus (L)
  - Stamm: M31 (G,L,N) alias DSM:13855 (G,L,N) oder CECT:5946 (L,N) oder ATCC:BAA-605 (L,N) – Referenzstamm[3] (L,N)
  - Stamm: M1 (G)
  - Stamm: M8 (G,N)
  - Stamm: UBA968 (G)
- Spezies Salinibacter sp002954405 (G), alias Salinibacter sp. 10B (N)
  - Stamm: 10B (G)
- Spezies Salinibacter sp003023125 (G), alias Bacteroidetes bacterium QH_10_64_19 sowie Bacteroidetes bacterium QS_1_63_11
  - Stamm: QH_10_64_19 – Referenzstamm (G)
  - Stamm: QS_1_63_11
- Spezies Salinibacter sp003022435 (G) alias Bacteroidetes bacterium SW_9_63_38, mit SW_9_63_38
- Spezies Salinibacter sp003022565 (G) alias Bacteroidetes bacterium QS_3_64_15, mit QS_3_64_15
- Spezies Salinibacter sp003022655 (G) alias Bacteroidetes bacterium QH_1_64_81, mit QH_1_64_81
- Spezies Salinibacter sp003023105 (G) alias Bacteroidetes bacterium QH_10_64_37, mit QH_10_64_37
- Spezies Salinibacter sp003023365 (G) alias Bacteroidetes bacterium QH_7_62_13, mit QH_7_62_13
- Spezies Salinibacter sp. 2Mb2 (N) x
- Spezies Salinibacter sp. 2Mm3 (N) x
- Spezies Salinibacter sp. 5Sm6 (N) x
- Spezies Salinibacter sp. 7Mb1 (N) x
- Spezies Salinibacter sp. CH-10^6 (N) x
- Spezies Salinibacter sp. I.C15 (N) x
- Spezies Salinibacter sp. KA (N)

Die Zugehörigkeit der beiden folgenden Arten und des MAG (metagenome-assembled genome) ist umstritten:
- Spezies: Salinibacter iranicus Makhdoumi-Kakhki et al. 2012[16] (G), gem. LPSN jetzt ein Synonym von Salinivenus iranica (Makhdoumi-Kakhki et al. 2012) Munoz et al. 2018 (L,N)[18]
  - Stamm: CB7 (G)
- Spezies: Salinibacter luteus Makhdoumi-Kakhki et al. 2012[16] (G), gem. LPSN jetzt ein Synonym von Salinivenus lutea (Makhdoumi-Kakhki et al. 2012) Munoz et al. 2018 (L,N)[18]
  - Stamm: DBO (G)
- Spezies Salinibacter sp018609755 (G) alias Salinivenus sp. isolate BinSanityLC-kmean-bin_85-bin_0 (N)[18]
  - MAG: BinSanityLC-kmean-bin_85-bin_0

## Etymologie
Der Gattungsname Salinibacter leitet sich ab von lateinisch salinae ‚Salinen, Salzwerke‘ und neulat. bacter Stab, Stäbchen (von altgriechisch βακτήριον baktērion); ein Salinibacter ist also ein Stäbchen aus einer Saline.
Das Art-Epitheton der Typusart Salinibacter ruber kommt von lat. ruber ‚rot‘.
Das Art-Epitheton der Art S. altiplanensis ist der lat. Genitiv von spanisch altiplano ‚Hochebene‘ und bezieht sich auf den argentinischen Altiplano, wo diese Art entdeckt wurde.

## Viren
Die Typusart Salinibacter ruber im Speziellen bzw. die Gattung Salinibacter im Allgemeinen dient als Wirt einer Reihe bekannter Viren der Klasse Caudoviricetes vom Morphotyp der Siphoviren. Mit Stand 10. August 2022 sind die in der NCBI-Taxonomie gelisteten Viren dieses Typs alle vom International Committee on Taxonomy of Viruses (ICTV) offiziell bestätigt. Das sind:
- Wirt: Salinibacter sp. (genaue Art unbekannt, aber die Viren dieser Klasse sind üblicherweise hoch wirtsspezifisch)
  - Gattung: Kairosalinivirus
    - Spezies: Salinibacter-Virus SRUTV1, wissechscahftlich Kairosalinivirus SRUTV1[34][27]
    - Spezies: Salinibacter-Virus M31CR41-2, wiss. Kairosalinivirus M31CR412
- Wirt: Salinibacter ruber[28]
  - Gattung: Kryptosalinivirus
    - Spezies: Salinibacter-Virus M8CC19, wiss. Kryptosalinivirus M8CC19
    - Spezies: Salinibacter virus M8CRM1, wiss. Kryptosalinivirus M8CRM1

  - Gattung: Holosalinivirus
    - Spezies: Salinibacter-Virus M1EM1, wiss. Holosalinivirus M1EM1
    - Spezies: Salinibacter-Virus M8CR30-2 syn. Salinibacter-Virus M8CR30-4, wiss. Holosalinivirus M8CR302
      - Stämme: Salinibacter-Phage M8CR30-2 (Referenzstamm) und Salinibacter-Phage M8CR30-4

    - Spezies: Salinibacter-Virus M31CR41-2 synn. Salinibacter-Virus M8CR30-4, wiss. Holosalinivirus M8CR302
      - Stämme: Salinibacter-Phage M8CR30-2 (Referenzstamm) und Salinibacter-Phage M8CR30-4